# Euroclear
Euroclear est une société internationale de dépôt et de règlement/livraison pour les obligations, actions et fonds d'investissement, créée en 1968 à Bruxelles. Elle est l'un des deux dépositaires centraux internationaux de titres (International Central Securities Depository (ICSD)), l'autre étant Clearstream (ex-Cedel International), basé au Luxembourg. En France, elle reçoit les instructions de règlement/livraison de la chambre de compensation LCH.Clearnet.
Euroclear est le plus grand système de règlement/livraison de titres au monde, pour les opérations domestiques et internationales sur obligations et actions.
Le groupe Euroclear est constitué d’Euroclear Bank, la centrale de règlement/livraison internationale située à Bruxelles, et des dépositaires centraux nationaux Euroclear France (anciennement Sicovam), Euroclear Nederland (anciennement Negicef) et Euroclear UK & Ireland (anciennement CRESTCo). CIK le dépositaire central belge, a rejoint le groupe le 1er janvier 2006 sous le nom Euroclear Belgique.
Le montant annuel des transactions sur titres dénouées en Euroclear dépasse les 300 000 milliards d’euros (500 000 milliards en 2007) et la valeur des avoirs détenus pour ses clients est supérieure à 13 000 milliards d’euros. Euroclear Bank est notée AA+ par Standard & Poor's et AA par Fitch Ratings.
Ne pas confondre le CSD Euroclear et Euroclear Bank, ce dernier étant l'activité banque du groupe Euroclear SA/NV

## Historique des systèmes de règlement/livraison

### SATURNE
SATURNE (Système Automatisé de Traitement Unifié des Règlements de créances Négociables) est le premier système de règlement/livraison mis en œuvre en France, en 1988. Participant de la volonté des pouvoirs publics de moderniser la gestion de la dette publique pour séduire les investisseurs non-résidents, son périmètre s'est limité initialement aux Bons du Trésor avant d'être étendu aux bons des institutions et sociétés financières, aux certificats de dépôts et enfin aux billets de trésorerie. Le système est développé et exploité par la Banque de France, qui tient à la fois les comptes titres et les comptes espèces de ses participants. Les instructions lui sont transmises au fil d'eau, font l'objet d'un double contrôle de provision des titres, chez celui qui livre, et des espèces, chez celui qui paie, avant d'être dénouées. Les donneurs d'ordre constatent le mouvement sur leur compte à partir de 18h30.

### RELIT
REglement/LIvraison des Titres (RELIT) est le nom du projet de règlement contre livraison des autres marchés de titres piloté par le Comité français d'organisation et de normalisation bancaires (CFONB), puis exploité par la SICOVAM. Il entre en service en 1990 après une période de plusieurs mois pendant lesquels les sociétés de bourse participantes ont dû d'abord apurer leurs suspens. Le nouveau système remplace les quelque 23 filières de règlement/livraison qui cohabitaient jusque-là par une seule filière, automatisée, et assurant un délai de règlement/livraison uniformisé de trois jours ouvrés.
RELIT comprend quatre sous-ensembles :
- SBI, pour régir les relations « Sociétés de Bourse - Intermédiaires »
- ISB, pour régir les relations « Inter Sociétés de Bourse »
- SLAB, Système de Livraison par Appariement Bilatéral
- Dénouement, pour désigner le dernier maillon de la chaine, le transfert des titres entre comptes SICOVAM et le transfert en sens contraire des espèces entre comptes Banque de France.

Le système doit sa plus grande complexité sur SATURNE à la nature boursière des titres traités, à l'environnement institutionnel des sociétés de bourse et à la séparation des transferts de titres et d'espèces entre deux établissements, la Banque de France et la SICOVAM, cette dernière n'ayant pas, au contraire de ses consœurs Euroclear Bank ou la DTC, de statut bancaire.
L'exploitation de SATURNE a cessé en 1998, et ses fonctions intégrées à RGV.

### RGV
Relit Grande Vitesse (RGV) est lancé en 1998 pour apporter un service de règlement brut irrévocable et au fil de l'eau : le système est donc conforme au modèle 1 de la classification du CRPC. Les participants voient leurs comptes titres et espèces mis à jour tout au long de la journée. Le service s'appuie sur une nouvelle plateforme informatique, sur laquelle est bientôt greffée RELIT+, qui reprend le principe d'un filière révocable avec dénouement en fin de journée (modèle 2), plus adaptée aux actions négociées en bourse et passant par un mécanisme de compensation.
À cette occasion, la Banque de France institue la Pension Livrée Intrajournalière (PLI), qui permet aux participants de prendre des titres en pension (une réception de titres contre paiement d'espèces en collatéral), pour une durée inférieure à la journée de travail, à la fin d'assurer le bon dénouement des instructions de la filière irrévocable ; ce dispositif permet d'éviter des échecs instantanés de dénouements qui seraient dus à un simple défaut de synchronisation de flux, et de devoir ré-émettre les instructions plus tard dans la journée.
Une nouvelle version, RGV2, est mise en service en 2001, qui permet de faire passer les actions négociées de gré à gré dans la filière irrévocable.

### La Plateforme Unique d'Euroclear
Le rapprochement en 2000 des 3 dépositaires français, belge et néerlandais avec Euroclear Bank en un nouveau Groupe, Euroclear, est explicitement motivé par le projet d'en uniformiser les systèmes de conservation et de règlement-livraison.
Le projet est découpé en trois phases. La première, la single settlement engine (SSE), ou moteur unique de règlement/livraison, consiste à faire converger en un seul système les 3 systèmes de règlement/livraison développés jusque-là par chacun des 4 dépositaires. SSE remplace ainsi les sous-systèmes SBI et SLAB de la SICOVAM, le système FMS de Bruxelles, et TfT à Amsterdam. Le sous-système ISB passe sous la responsabilité du compensateur Clearnet SA, dont Euroclear acquiert par ailleurs 20 % du capital.
La deuxième étape est appelée ESES (prononcer ISIS), soit "Euroclear Settlement of Euronext Securities", et désigne, au sein de l'univers des titres réglés/livrés par le Groupe Euroclear, le périmètre des titres cotés par les différentes entreprises de marché du Groupe Euronext, soit les bourses de Paris, Bruxelles et Amsterdam. Euronext Liffe, qui cote des dérivés, non des titres, n'est pas concerné, et la bourse de Lisbonne, qui rejoint entre-temps Euronext, n'est pas non plus concernée puisqu'elle livre ses titres ailleurs. A contrario, Euroclear Bank, dont la gestion reste autonome, échappe au périmètre dans la mesure où les valeurs qui y sont déposées ne sont pas cotées par Euronext. Ce projet consiste cette fois à uniformiser les procédures de transmission des instructions chez les participants, en particulier à leur proposer une interface commune de communication (CCI) à la place des passerelles techniques jusque-là spécifiques à chaque dépositaire central. Le système est mis en service en 2007, mais est en cours d'abandon faute d'études sérieuses.
La troisième et dernière étape s'appelle la Plateforme Unique, plus connue par son acronyme en anglais SP (Single Platform). Celle-ci consiste à migrer les bases de données des 4 dépositaires en une seule et à fusionner les canaux de transmission en un seul, que les mises en œuvre du SSE et de la CCI ont respectivement rendu possibles. À la suite de l'abandon du projet CCI, SP est également mis en veille.

## Détournements de fonds
Plus de 10 des 16 milliards d'euros de fonds libyens, gelés en Belgique en 2011 par l'ONU, ont mystérieusement quitté les comptes d'Euroclear Bank entre fin 2013 et fin 2017 . 